# 瓦爾代尼克山
瓦爾代尼克山是塞爾維亞的山峰，位於該國東南部，鄰近蘇爾杜利察，處於首都貝爾格萊德東南面280公里，面積超過130平方公里，海拔高度1,876米。